# Kvenneberga församling
Kvenneberga församling var en församling i Växjö stift och i Alvesta kommun i Kronobergs län. Församlingen uppgick 1957 i  Hjortsberga och Kvenneberga församling som uppgick 1 januari 2010 i Alvesta församling.
Församlingskyrka var Hjortsberga kyrka.

## Administrativ historik
Församlingen har medeltida ursprung.
Församlingen har bildat pastorat med Hjortsberga församling, innan de 1957 gick samman i Hjortsberga med Kvenneberga församling.